# Setra S 417 HDH
Der Setra S 417 HDH ist ein Reisebus der Baureihe TopClass 400 des deutschen Busherstellers Setra. Der S 417 HDH ist die längste Ausführung der 2002 vorgestellten TopClass 400, die 2013 von der TopClass 500 abgelöst wurde (direktes Nachfolgemodell: S 517 HDH).

## Verwandte Bustypen
- Setra S 415 HDH: Variante mit 51 Sitzplätzen
- Setra S 416 HDH: Variante mit 55 Sitzplätzen

## Galerie

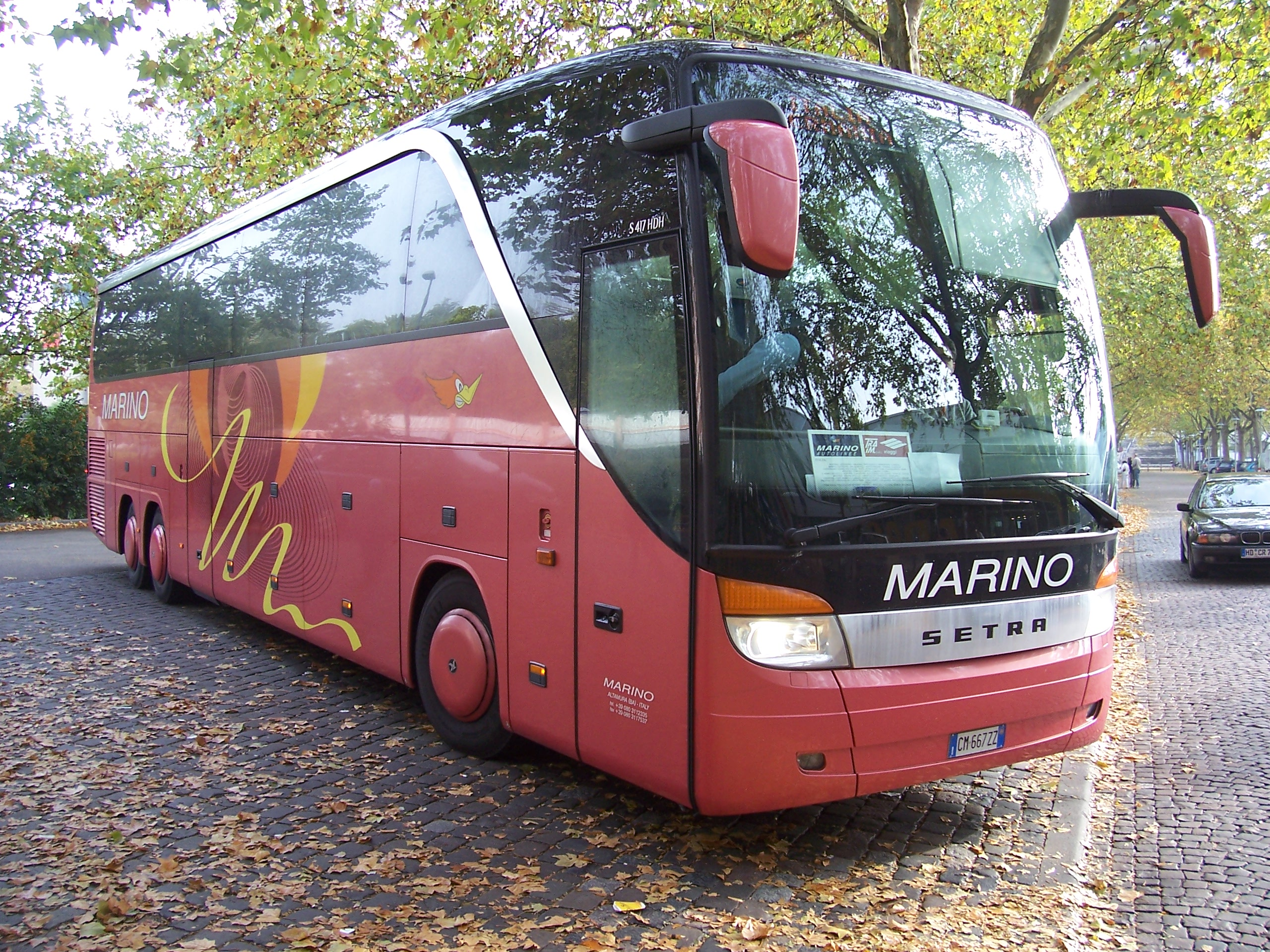
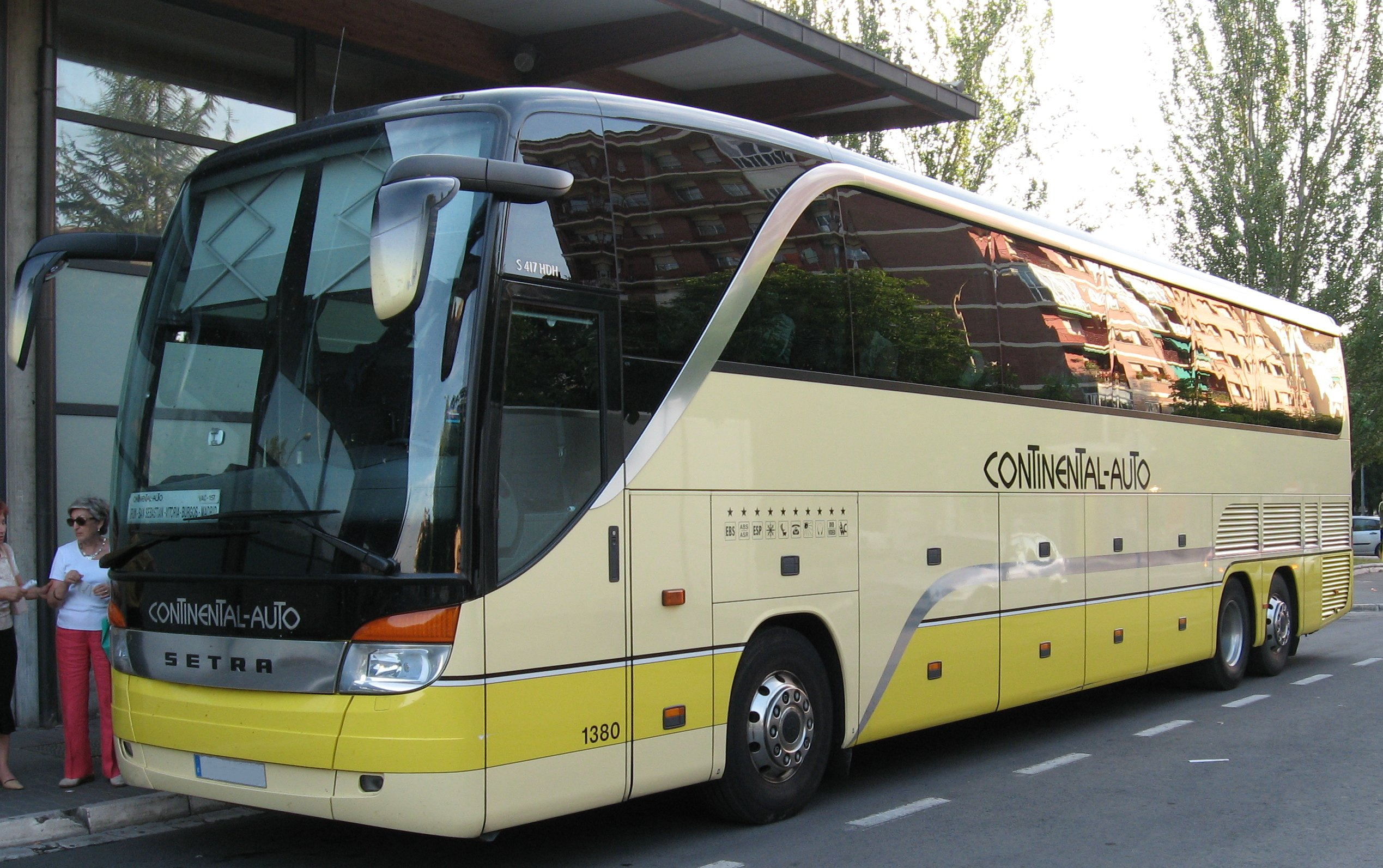